# Phaonia pratensis
Phaonia pratensis är en tvåvingeart som först beskrevs av Jean-Baptiste Robineau-Desvoidy 1830.  Phaonia pratensis ingår i släktet Phaonia och familjen husflugor. Arten är reproducerande i Sverige. Inga underarter finns listade i Catalogue of Life.